# Kaladougou
Kaladougou est une commune rurale du Mali, dans le cercle de Dioïla et la région de Dioïla, elle a pour chef-lieu la localité de Dioïla.

## Géographie
La commune rurale est drainée par le Baoulé affluent du Bani dans le bassin versant du fleuve Niger.
| Guégnéka     | Kéréla, Wacoro | Nangola    |
| Ténindougou  | Kaladougou     | Kilidougou |
| N'Garadougou | N'Garadougou   | Dégnékoro  |

## Villages
La commune s'étend sur 21 localités relevées lors du recensement général de 2009. 
Les villages les plus peuplés sont :
- Dioïla (15 268 habitants) ;
- N'Djilla Fignan (3 832 habitants) ;
- Dantia (2 252 habitants).

La loi 2023-007 attribue à la commune rurale 22 villages  :
- Ndomi
- Fadabougou
- Toula
- Zambougou Est
- Finiana
- Tonga
- Dantia
- Wolomé
- Diondougou
- Dioïla
- Tiendobougou
- Tenimbougou
- Fouga
- Nématoulaye
- Niabroudjila
- Diana
- N'Djila Fignana
- Kola-Foulala
- Tiendo
- Kola-Bamana
- Tiendo Sokala
- Bocoro

## Politique
| Période | Maire élu             | Parti politique |
| ------- | --------------------- | --------------- |
| 2009    | Mamadou Konaté        | Indépendant     |
| 2016    | Yacouba Dowélé Marico |                 |